# Staurastrum forficulatum
Staurastrum forficulatum là một loài Song tinh tảo trong họ Desmidiaceae, thuộc chi Staurastrum.